# Sächsische Volkspartei
Die Sächsische Volkspartei war eine linksliberale und radikaldemokratische Partei mit sozialistischen Ansätzen im norddeutschen Bund, die von 1866 bis 1869 Bestand hatte, ehe sie in der 1869 gegründeten Sozialdemokratischen Arbeiterpartei (SDAP) aufging.
Die Sächsische Volkspartei wurde am 19. August 1866 unter entscheidender Mitwirkung von Wilhelm Liebknecht, Otto Freytag und August Bebel in Chemnitz gegründet. Sie stellte eine politische Allianz zwischen antipreußischen bürgerlich-liberalen Kräften und Angehörigen der sozialistischen Arbeiterbildungsvereine in Sachsen dar. Sie gilt als eine, wenn auch relativ kleine und kurzlebige Vorläuferpartei der späteren SPD.
In der Präambel des Chemnitzer Programms der sächsischen Volkspartei verpflichtete sie sich dazu, „[…] die Feinde der deutschen Freiheit und Einheit unter allen Umständen und auf allen Gebieten zu bekämpfen […]“. Sie forderte „[…] das unbeschränkte Selbstbestimmungsrecht des deutschen Volkes […]“, die Förderung des „[…] allgemeinen Wohlstands […]“ und „[…] die Befreiung der Arbeit und der Arbeiter von jeglichem Druck und jeglicher Fessel […]“.

## Geschichte der Partei/Historischer Kontext

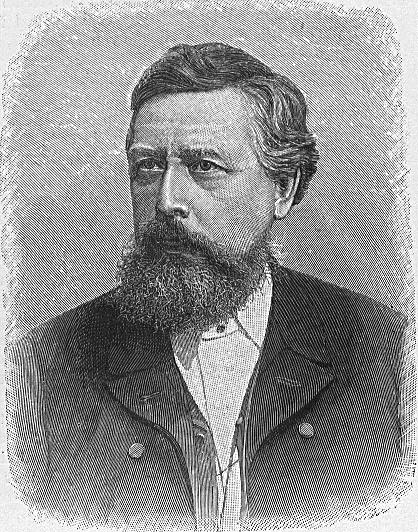
Wilhelm Liebknecht (1826–1900)

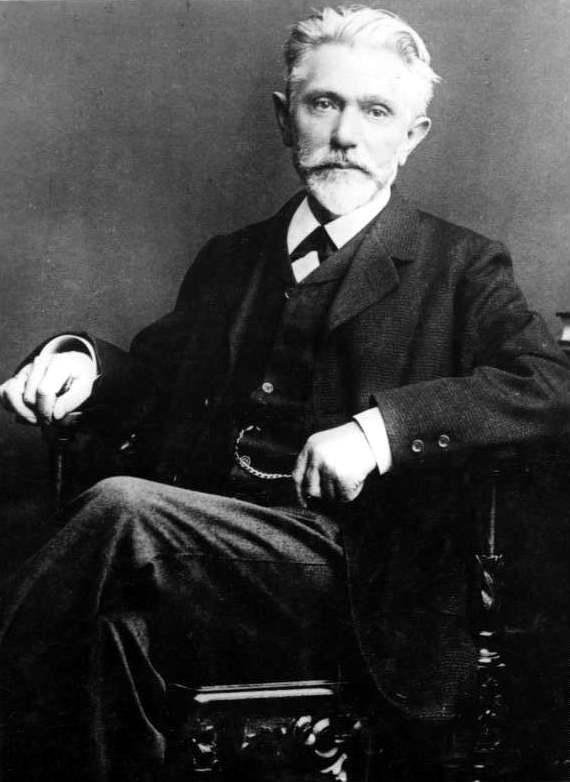
August Bebel (1840–1913)

Unmittelbar nach Preußens Sieg gegen Österreich im Deutschen Krieg und der Gründung des Norddeutschen Bundes am 18. August 1866 stellte diese Partei ein Zweckbündnis zwischen Radikaldemokraten, Marxisten und Bürgerlichen dar, die das gemeinsame Ziel der Eindämmung der preußischen Vorherrschaft im neuen Staatenbund miteinander verband. Dieses Ziel teilte sie mit den süddeutschen Liberalen, die sich in der Deutschen Volkspartei, einer Abspaltung der Deutschen Fortschrittspartei, gesammelt hatten. Den Unterschied zwischen den süddeutschen und den sächsischen „Liberalen“ bildete allerdings die sozialistische Komponente, die bei der Sächsischen Volkspartei mit dem Anspruch einer Interessenvertretung der Arbeiterbewegung eine deutlich größere Gewichtung hatte.
Im Gegensatz zu Preußen und der dortigen sozialdemokratischen Konkurrenzpartei, dem Allgemeinen Deutschen Arbeiterverein (ADAV), favorisierte die Sächsische Volkspartei eine stärker am Föderalismus orientierte „großdeutsche Lösung“, d. h. eine deutsche Reichseinigung unter Einbeziehung Österreichs mit mehr Rechten für die einzelnen Länder, während in Preußen mehrheitlich eine „kleindeutsche Lösung“ (ohne Österreich) bevorzugt wurde, um eine politische Dominanz Preußens in einem deutschen Nationalstaat zu gewährleisten.
Der Sieg Preußens über Österreich und die Gründung des norddeutschen Bundes, der den seit dem Wiener Kongress 1815 bestehenden deutschen Bund ablöste und der die deutschen Fürstentümer nördlich der Mainlinie enger an Preußen band, war ein erster Schritt des konservativen preußischen Ministerpräsidenten und norddeutschen Bundeskanzlers Otto von Bismarck, die kleindeutsche Lösung durchzusetzen und damit das monarchische Prinzip unter Hoheit der preußischen Hohenzollern zu sichern. Bismarck stand einer Reichseinigung im Grunde immer reserviert gegenüber, er war aber realistisch genug, um zu erkennen, dass er die liberalen und nationalstaatlichen Ideen auf Dauer nicht unterdrücken konnte.
Für die Sächsische Volkspartei stand die Bismarcksche Politik für antidemokratische Reaktion, Militarismus und Polizeistaat. Bei den Wahlen zum Norddeutschen Reichstag errang die Sächsische Volkspartei 1867 drei Mandate. Neben dem eher Liberalen Reinhold Schraps zogen auch Wilhelm Liebknecht und August Bebel, die für den sozialistisch-marxistischen Flügel der Partei standen, als Abgeordnete in den neuen Reichstag in Berlin ein, wo sie gemeinsam mit der linksliberalen Deutschen Volkspartei gegen die preußische Regierungspolitik opponierten. Die Partei war aber von Anfang an zu schwach, ihre Flügel zu uneinheitlich und die politische Faktenlage zu eindeutig, um ihre Ziele bezüglich der nationalen Frage noch durchsetzen zu können. Dagegen gewannen die soziale Frage und die politische Interessenvertretung der Arbeiterklasse umso mehr an Gewicht in der Partei. Der bürgerliche Flügel bröckelte ab.

## Nachgeschichte: Entwicklung zur SPD
Nach dreijährigem Bestehen wurde die Sächsische Volkspartei schließlich aufgelöst und durch eine neue Partei ersetzt, in der deren linker marxistischer Flügel aufging: Die Sozialdemokratische Arbeiterpartei (SDAP) wurde am 7./8. August 1869 unter Federführung Bebels und Liebknechts in Eisenach als überregionale Partei gegründet. Beide behielten, nun für diese neue sozialistische Partei, ihre Reichstagsmandate.
Nach Gründung des deutschen Reiches als Kaiserreich infolge des preußisch-norddeutschen Sieges über Frankreich im Deutsch-Französischen Krieg im Jahr 1871 hatte sich auch die Rivalität zwischen SDAP und ADAV erübrigt. Beide Parteien vereinigten sich 1875 in Gotha zur Sozialistischen Arbeiterpartei Deutschlands (SAP). Aus ihr ging schließlich nach Aufhebung der von 1878 bis 1890 geltenden repressiven Sozialistengesetze und nach einer Umbenennung 1890 die Sozialdemokratische Partei Deutschlands (SPD) hervor, die trotz vieler Programmänderungen seither bis heute unter diesem Namen firmiert.